# Pollo Tropical
Pollo Tropical è una catena di ristoranti Fast Food con quartier generale a Miami in Florida specializzata nella cucina cubana. Pollo Tropical è di proprietà della Carrols Corporation. Il primo fast food Pollo Tropical fu inaugurato nel novembre del 1988 a Miami.
Il piatto principale più conosciuto è il pollo marinato e poi grigliato servito con fagioli neri e riso. Come contorni vengono proposte patate fritte, insalate e yuca fritta.

## Storia
Pollo Tropical è stata fondata nel 1988 da due fratelli di Miami, Larry e Stuart Harris. La ricetta del pollo era il risultato dello studio di libri di cucina di Larry sulla cucina latinoamericana e della conduzione di esperimenti sulla griglia del suo cortile per perfezionare la marinata. Fin dall'inizio, la strategia del ristorante è stata quella di grigliare il pollo marinato sotto gli occhi dei clienti. Non c'erano voci di menu preconfezionate e precotte e nessun forno a microonde. Nel 1993, l'azienda aveva otto negozi ed è diventata pubblica. Ha aperto 19 sedi in un anno, comprese quelle a New York, Chicago, Atlanta e Tampa. La maggior parte delle nuove sedi chiuse entro un anno dall'apertura. Nel 1998, Pollo Tropical è stata venduta al Carrols Restaurant Group, che era ed è il più grande franchisee di Burger King negli Stati Uniti. Dopo un periodo di rapida espansione, c'erano sessantanove sedi di proprietà dell'azienda e numerosi affiliati nelle regioni dell'America Latina e dei Caraibi.
Pollo Tropical è ora una consociata di Fiesta Restaurant Group, Inc., scorporata da Carrols Restaurant Group nel 2012. Fiesta possiede, gestisce e concede in franchising i marchi di ristoranti Pollo Tropical e Taco Cabana. La sua sede si trova nella zona Doral di Miami dal 2017. La società attualmente possiede e gestisce più di 140 sedi in tutta la Florida, oltre a cinque ristoranti autorizzati nei campus universitari e 32 sedi in franchising nei Caraibi, America centrale, Sud America e Porto Rico.